# Waldenburg (Baden-Württemberg)
Waldenburg è una città tedesca di 3 083 abitanti, situata nel land del Baden-Württemberg.